# Emil Vett
Lemming Emil Valentinus Vett, född 7 november 1843 i Rødby, död 18 februari 1911 i Köpenhamn, var en dansk köpman och industriman. Han var medgrundare av Magasin du Nord.
Hans far Julius Theodor Vett var läkare, hans mor var Karen Petrine (född Bjørn). Efter avslutad skolgång gick han i lära hos den tidens största affär för hemtextilier utanför Köpenhamn, C.B. Christensen i Århus. 
Vett fick senare plats i en annan butik i Århus, en modeaffär, men bara för en kort tid, eftersom han 1868 tillsammans med Theodor Wessel etablerade en fristående butik i Århus, han blev sedan medgrundare i företaget Th. Wessel & Vett, som öppnades även i Ålborg, Odense och Köpenhamn. Emil Vett flyttade 1876 till Köpenhamn, där bolaget växte till Magasin du Nord.
Wessel och Vett kompletterade varandra på ett utmärkt sätt, var initiativet Wessels, var den stora detaljhandelskunskapen Vetts. Vett var även under ett antal år sakkunnig ledamot av sjö- och handelsdomstolen, och aktiv styrelseledamot i 1901 års riksförbund till tuberkulosbekämpning, och även en av grundarna till en föreningen för föräldralösa barn.
I Århus som han var knuten till i sin ungdom fann han sin hustru, Caroline Adolfine (född Langballe), som han gifte sig med 27 april 1870. Hon var dotter till fabriksägaren Carl Christian Langballe i Århus. Vett bodde i en villa på fashionabla Kristianiagade 7 i Köpenhamn, ritad av Johan Schrøder. Han hade också ett sommarhus i Taarbæk ritat av samma arkitekt.
Emil Vett blev riddare av Dannebrogorden 1896, mottog Dannebrogsmännens hederstecken 1908 och fick förtjänstmedaljen i guld 1909. I Århus är en gata uppkallad efter Emil Vett, Emil Vetts Passage.